# Tour d'honneur
 (septembre 2018).
Si vous disposez d'ouvrages ou d'articles de référence ou si vous connaissez des sites web de qualité traitant du thème abordé ici, merci de compléter l'article en donnant les références utiles à sa vérifiabilité et en les liant à la section « Notes et références ».

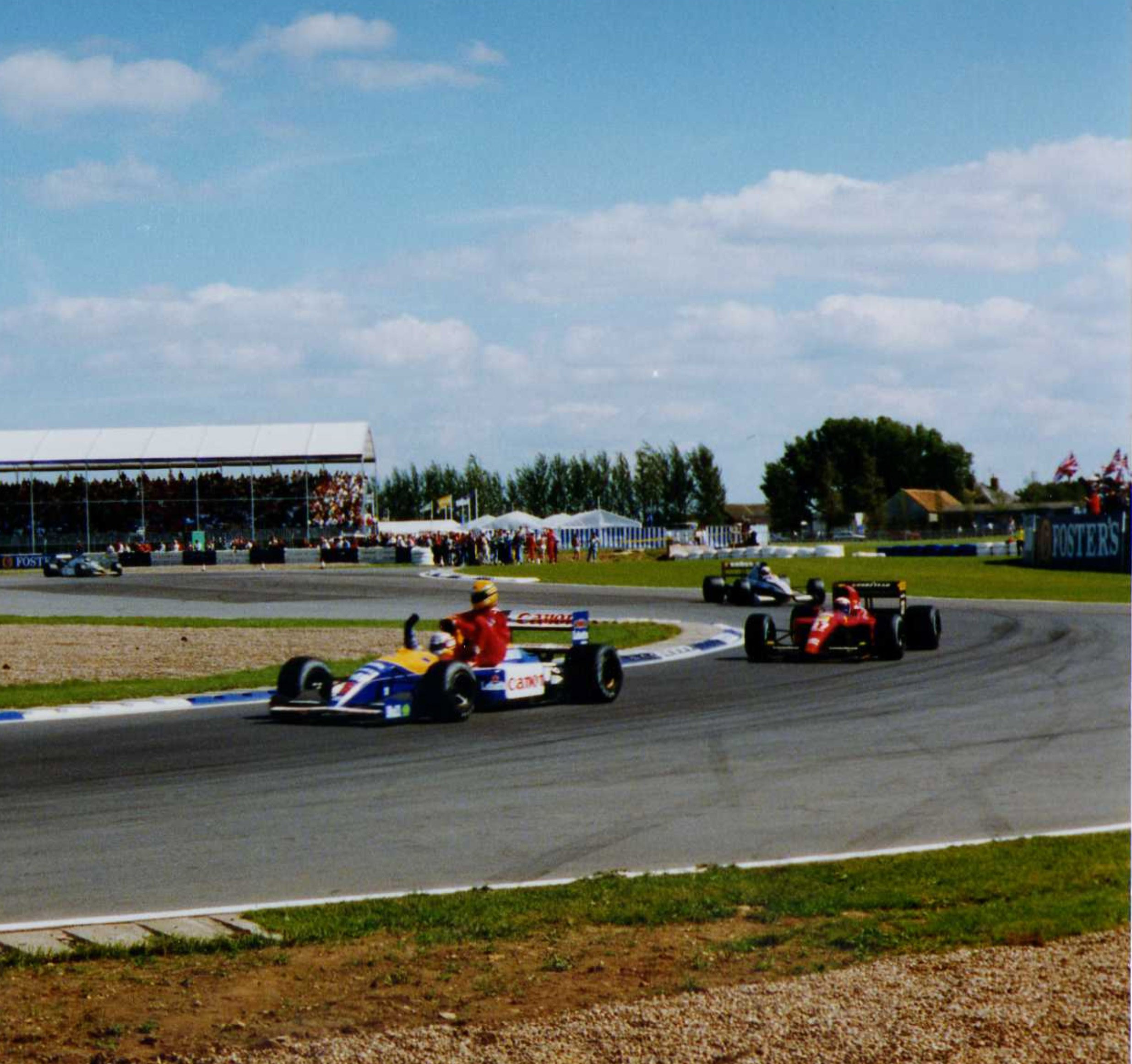
Tour d'honneur lors du GP de Grande-Bretagne, où Senna monta sur la voiture de Mansell, vainqueur du GP.

Un tour d'honneur est un terme du vocabulaire sportif, en particulier des sports mécaniques et de l'athlétisme. Il s'agit d'un tour de piste réalisé à petite allure après la victoire en compétition. Ce tour est réalisé par le sportif pour fêter sa performance et remercier le public en se montrant à celui-ci. Généralement, le champion se déplace avec le drapeau de son pays, souvent confié par un spectateur, parfois en réalisant des mouvements de danse ou en prenant régulièrement des poses. Cette pratique est aussi très appréciée des photographes de presse. On peut trouver ce genre de comportement dans les sports individuels mais aussi dans les sports collectifs, comme le football ou le rugby à XV.
Dans certains cas, les tours d'honneur peuvent être dangereux en cas d'envahissement du terrain par le public, surtout dans le football. Prêts à tout pour s'approcher de leur champion, les hooligans escaladent les grillages de sécurité, franchissent les fosses de photographes, et peuvent renverser les dispositifs de sécurité, et ainsi mettre la vie de nombreuses personnes en danger. L'autre souci, moindre, est le débordement des horaires pour la télévision.
D'autre part, le tour d'honneur n'est pas présent en Formule 1 sur les circuits longs comme Spa-Francorchamps. En revanche, en endurance, le tour d'honneur a lieu même sur les circuits longs. Ainsi, les 24 Heures du Mans se déroulent sur le circuit des 24 Heures qui présente un développement de 13,629 km, distance qui n'empêche pas les pilotes d'effectuer le tour d'honneur. Par conséquent, lors des 24 Heures du Mans 2015, le vainqueur de l'épreuve Nico Hülkenberg (en équipage avec Nick Tandy et Earl Bamber), a fait un tour d'honneur d'une durée de près de 9 minutes, suivi d'une remontée de la voie des stands avec ses coéquipiers afin de rejoindre le podium.
En athlétisme, l’Ougandais John Akii-Bua est le premier à avoir fait un tour d'honneur avec le drapeau de son pays, après sa victoire en 400 m haies aux Jeux olympiques de Munich en 1972.